# Danny Rose
Daniel ("Danny") Lee Rose (Doncaster, 2 juli 1990) is een voormalig Engels voetballer die doorgaans als linksback uitkwam. Rose speelde tussen 2016 en 2019 voor het Engels voetbalelftal.

## Clubcarrière
Rose stroomde door vanuit de jeugdopleiding van Leeds United. Hij verliet Leeds op 25 juli 2007 voor Tottenham Hotspur. Die club verhuurde hem aan achtereenvolgens Watford, Peterborough United, Bristol City en Sunderland. Op 31 augustus 2012 leende Tottenham Rose voor één seizoen uit aan Sunderland. Hij maakte zijn debuut op 15 september 2012 tegen Liverpool. Op 29 april 2013 maakte hij zijn enige doelpunt voor Sunderland, tegen Aston Villa. Hij speelde in totaal 27 competitiewedstrijden mee. In juli 2013 keerde hij terug bij Tottenham, waar hij in het seizoen 2013/14 22 competitieduels speelde en eenmaal trefzeker was. In het volgende seizoen was Rose actiever: in 27 van de 28 gespeelde wedstrijden in de Premier League begon hij in het basiselftal. Driemaal maakte hij een doelpunt in die wedstrijden, waaronder in een met 5–3 gewonnen duel tegen kampioen Chelsea op 1 januari 2015. Niet eerder maakte Rose in één competitieseizoen zoveel doelpunten. Ook in het seizoen 2015/16 was hij een vaste waarde in het basiselftal van Tottenham. In de daaropvolgende seizoenen werd zijn inbreng minder. Hij bereikte in het seizoen 2018/19 met Tottenham de finale van de UEFA Champions League. Die speelde hij van begin tot eind. Liverpool won het toernooi. In januari 2020 werd Rose voor een halfjaar verhuurd aan Newcastle United. In het seizoen 2020/21 werd hij buiten de selectie gelaten door Tottenham. Op 16 juni 2021 maakte Watford bekend dat het Rose transfervrij had vastgelegd voor twee jaar.

## Clubstatistieken
| Seizoen     | Club               | Competitie     | Competitie | Competitie | Beker | Beker | Europees | Europees | Totaal | Totaal |
| Seizoen     | Club               | Competitie     | Wed.       | Dlp.       | Wed.  | Dlp.  | Wed.     | Dlp.     | Wed.   | Dlp.   |
| ----------- | ------------------ | -------------- | ---------- | ---------- | ----- | ----- | -------- | -------- | ------ | ------ |
| 2008/09     | →Watford FC        | Championship   | 7          | 0          | 0     | 0     | 0        | 0        | 7      | 0      |
| Club totaal | Club totaal        | Club totaal    | 7          | 0          | 0     | 0     | 0        | 0        | 7      | 0      |
| 2009/10     | → Peterborough     | Championship   | 6          | 0          | 1     | 0     | 0        | 0        | 7      | 0      |
| Club totaal | Club totaal        | Club totaal    | 6          | 0          | 1     | 0     | 0        | 0        | 7      | 0      |
| 2010/11     | → Bristol City     | Championship   | 17         | 0          | 0     | 0     | 0        | 0        | 17     | 0      |
| Club totaal | Club totaal        | Club totaal    | 17         | 0          | 0     | 0     | 0        | 0        | 17     | 0      |
| 2012/13     | → Sunderland       | Premier League | 27         | 1          | 2     | 0     | 0        | 0        | 29     | 1      |
| Club totaal | Club totaal        | Club totaal    | 27         | 1          | 2     | 0     | 0        | 0        | 29     | 1      |
| 2019/20     | → Newcastle United | Premier League | 11         | 0          | 2     | 0     | 0        | 0        | 13     | 0      |
| Club totaal | Club totaal        | Club totaal    | 11         | 0          | 2     | 0     | 0        | 0        | 13     | 0      |
| 2008/09     | Tottenham          | Premier League | 0          | 0          | 0     | 0     | 0        | 0        | 0      | 0      |
| 2009/10     | Tottenham          | Premier League | 1          | 1          | 4     | 0     | 0        | 0        | 5      | 1      |
| 2010/11     | Tottenham          | Premier League | 4          | 0          | 0     | 0     | 0        | 0        | 4      | 0      |
| 2011/12     | Tottenham          | Premier League | 11         | 0          | 5     | 0     | 4        | 0        | 20     | 0      |
| 2013/14     | Tottenham          | Premier League | 22         | 1          | 2     | 0     | 6        | 1        | 30     | 2      |
| 2014/15     | Tottenham          | Premier League | 28         | 3          | 5     | 1     | 1        | 0        | 34     | 4      |
| 2015/16     | Tottenham          | Premier League | 24         | 1          | 3     | 0     | 3        | 0        | 30     | 1      |
| 2016/17     | Tottenham          | Premier League | 18         | 2          | 0     | 0     | 3        | 0        | 21     | 2      |
| 2017/18     | Tottenham          | Premier League | 10         | 0          | 4     | 0     | 3        | 0        | 17     | 0      |
| 2018/19     | Tottenham          | Premier League | 26         | 0          | 3     | 0     | 8        | 0        | 37     | 0      |
| 2019/20     | Tottenham          | Premier League | 12         | 0          | 0     | 0     | 4        | 0        | 16     | 0      |
| 2020/21     | Tottenham          | Premier League | 0          | 0          | 0     | 0     | 0        | 0        | 0      | 0      |
| Club totaal | Club totaal        | Club totaal    | 156        | 8          | 26    | 1     | 32       | 1        | 214    | 10     |
| Totaal      | Totaal             | Totaal         | 224        | 9          | 31    | 1     | 32       | 1        | 287    | 11     |

Bijgewerkt tot en met 30 juni 2021.

## Interlandcarrière
Rose speelde in totaal 29 wedstrijden voor Engeland onder 21. Hij nam met Groot-Brittannië deel aan de Olympische Spelen in Londen. Hij maakte op zaterdag 26 maart 2016 onder leiding van bondscoach Roy Hodgson zijn debuut in het Engels voetbalelftal, in een oefeninterland tegen Duitsland (2–3) in Berlijn. Rose werd op 16 mei 2016 opgenomen in de selectie van Engeland voor het Europees kampioenschap 2016. Engeland werd in de achtste finale uitgeschakeld door IJsland (1–2) na doelpunten van Ragnar Sigurðsson en Kolbeinn Sigþórsson. Rose maakte tevens deel uit van de Engelse selectie van bondscoach Gareth Southgate voor het WK 2018 in Rusland.
| Interlands van Danny Rose voor Engeland | Interlands van Danny Rose voor Engeland | Interlands van Danny Rose voor Engeland | Interlands van Danny Rose voor Engeland | Interlands van Danny Rose voor Engeland | Interlands van Danny Rose voor Engeland | Interlands van Danny Rose voor Engeland |
| №                                       | Datum                                   | Wedstrijd                               | Uitslag                                 | Competitie                              | Goals                                   |                                         |
| Als speler bij Tottenham Hotspur FC     | Als speler bij Tottenham Hotspur FC     | Als speler bij Tottenham Hotspur FC     | Als speler bij Tottenham Hotspur FC     | Als speler bij Tottenham Hotspur FC     | Als speler bij Tottenham Hotspur FC     | Als speler bij Tottenham Hotspur FC     |
| --------------------------------------- | --------------------------------------- | --------------------------------------- | --------------------------------------- | --------------------------------------- | --------------------------------------- | --------------------------------------- |
| 1.                                      | 26 maart 2016                           | Duitsland – Engeland                    | 2 – 3                                   | Vriendschappelijk                       |                                         |                                         |
| 2.                                      | 29 maart 2016                           | Engeland – Nederland                    | 1 – 2                                   | Vriendschappelijk                       |                                         |                                         |
| 3.                                      | 22 mei 2016                             | Engeland – Turkije                      | 2 – 1                                   | Vriendschappelijk                       |                                         |                                         |
| 4.                                      | 2 juni 2016                             | Engeland – Portugal                     | 1 – 0                                   | Vriendschappelijk                       |                                         |                                         |
| 5.                                      | 11 juni 2016                            | Engeland – Rusland                      | 1 – 1                                   | EK 2016                                 |                                         |                                         |
| 6.                                      | 16 juni 2016                            | Engeland – Wales                        | 2 – 1                                   | EK 2016                                 |                                         |                                         |
| 7.                                      | 27 juni 2016                            | Engeland – IJsland                      | 1 – 2                                   | EK 2016                                 |                                         |                                         |
| 8.                                      | 4 september 2016                        | Slowakije – Engeland                    | 0 – 1                                   | Kwalificatie WK 2018                    |                                         |                                         |
| 9.                                      | 8 oktober 2016                          | Engeland – Malta                        | 2 – 0                                   | Kwalificatie WK 2018                    |                                         |                                         |
| 10.                                     | 11 oktober 2016                         | Slovenië – Engeland                     | 0 – 0                                   | Kwalificatie WK 2018                    |                                         |                                         |
| 11.                                     | 11 november 2016                        | Engeland – Schotland                    | 3 – 0                                   | Kwalificatie WK 2018                    |                                         |                                         |
| 12.                                     | 15 november 2016                        | Engeland – Spanje                       | 2 – 2                                   | Vriendschappelijk                       |                                         |                                         |
| 13.                                     | 10 november 2017                        | Engeland – Duitsland                    | 0 – 0                                   | Vriendschappelijk                       |                                         |                                         |
| 14.                                     | 14 november 2017                        | Engeland – Brazilië                     | 0 – 0                                   | Vriendschappelijk                       |                                         |                                         |
| 15.                                     | 23 maart 2018                           | Nederland – Engeland                    | 0 – 1                                   | Vriendschappelijk                       |                                         |                                         |
| 16.                                     | 27 maart 2018                           | Engeland – Italië                       | 1 – 1                                   | Vriendschappelijk                       |                                         |                                         |
| 17.                                     | 2 juni 2018                             | Engeland – Nigeria                      | 2 – 1                                   | Vriendschappelijk                       |                                         |                                         |
| 18.                                     | 7 juni 2018                             | Engeland – Costa Rica                   | 2 – 0                                   | Vriendschappelijk                       |                                         |                                         |
| 19.                                     | 24 juni 2018                            | Engeland – Panama                       | 6 – 1                                   | WK 2018                                 |                                         |                                         |
| 20.                                     | 28 juni 2018                            | Engeland – België                       | 0 – 1                                   | WK 2018                                 |                                         |                                         |
| 21.                                     | 3 juli 2018                             | Colombia – Engeland                     | 1 – 1                                   | WK 2018                                 |                                         |                                         |
| 22.                                     | 11 juli 2018                            | Kroatië – Engeland                      | 2 – 1                                   | WK 2018                                 |                                         |                                         |
| 23.                                     | 14 juli 2018                            | België – Engeland                       | 2 – 0                                   | WK 2018                                 |                                         |                                         |
| 24.                                     | 8 september 2018                        | Engeland – Spanje                       | 1 – 2                                   | Nations League Divisie A                |                                         |                                         |
| 25.                                     | 11 september 2018                       | Engeland – Zwitserland                  | 1 – 0                                   | Vriendschappelijk                       |                                         |                                         |
| 26.                                     | 25 maart 2019                           | Montenegro – Engeland                   | 1 – 5                                   | Kwalificatie EK 2020                    |                                         |                                         |

Bijgewerkt op 7 juni 2019
1 Bachmann ·
2 Ngakia ·
3 Sierralta ·
5 Porteous ·
6 Pollock ·
7 Ince ·
8 Tsjakvetadze ·
10 Louza ·
11 Vata ·
12 Sema ·
13 Almeida ·
14 Dwomoh ·
15 Tikvić ·
16 Keben ·
17 Sissoko  ·
18 Jebbison ·
19 Bayo ·
20 Doumbia ·
21 Ogbonna ·
22 Morris ·
23 Bond ·
24 Dele-Bashiru ·
34 Baah ·
36 Ebosele ·
37 Larouci ·
39 Kayembe ·
45 Andrews ·
Coach: Cleverley
1 Hart ·
2 Walker ·
3 Rose ·
4 Milner ·
5 Cahill ·
6 Smalling ·
7 Sterling ·
8 Lallana ·
9 Kane ·
10 Rooney  ·
11 Vardy ·
12 Clyne ·
13 Forster ·
14 Henderson ·
15 Sturridge ·
16 Stones ·
17 Dier ·
18 Wilshere ·
19 Barkley ·
20 Alli ·
21 Bertrand ·
22 Rashford ·
23 Heaton ·
Coach: Hodgson
1 Butland ·
2 Walker ·
3 Rose ·
4 Jones ·
5 Stones ·
6 Cahill ·
7 Sterling ·
8 Henderson ·
9 Vardy ·
10 Kane  ·
11 Welbeck ·
12 Trippier ·
13 Pickford ·
14 Lingard ·
15 Maguire ·
16 Delph ·
17 Dier ·
18 Young ·
19 Loftus-Cheek ·
20 Alli ·
21 Alexander-Arnold ·
22 Rashford ·
23 Pope ·
Coach: Tuchel